# Metroul din Novosibirsk
Metroul din Novosibirsk  (în limba rusă: Новосибирский метрополитен) —  a fost inaugurat la 7 ianuarie 1986.  